# Rafael Benavides
Rafael Benavides Roa, (Lima, 1832-Lima, 1915) fue un médico obstetra peruano. Docente-fundador de la cátedra de partos y la clínica obstétrica en la Facultad de Medicina de San Fernando (Universidad de San Marcos). Laboró en la Maternidad de Lima.

## Biografía
Fue hijo de Miguel Benavides (oficial del Ejército Libertador del Perú) y de María Roa.
En 1845 ingresó al Colegio de Medicina de la Independencia (sucesor del antiguo Colegio de Medicina de San Fernando), cuyo director era Cayetano Heredia. Años después, dicho colegio se convirtió en la Facultad de Medicina de San Fernando de la Universidad Mayor de San Marcos.
En 1851 viajó a París para hacer su especialización, junto con otros condiscípulos suyos como Francisco Rosas Balcázar, José Casimiro Ulloa, Camilo Segura y José Pro, en un viaje que fue patrocinado por Cayetano Heredia.
En 1853 se tituló de médico ante la junta directiva de medicina, institución sucesora del antiguo tribunal del protomedicato.
En 1856, cuando se fundó la Facultad de Medicina de San Fernando, fue nombrado catedrático de física médica e higiene.  Como la Facultad no contaba con fondos suficientes, Benavides donó sus haberes de docente para financiar la implementación de gabinetes y laboratorios. La Facultad de Medicina, dirigida por Cayetano Heredia, llegó a ser considerada la mejor de Sudamérica.
En 1864 se hizo cargo de la enseñanza en el Colegio de Partos. En 1866 se le encomendó la naciente cátedra de teoría y práctica de partos, enfermedades puerperales y de niños. Laboró en la Maternidad de Lima u hospital de parturientas, que funcionaba en el Hospital de Santa Ana.
Durante la guerra del Pacífico, donó íntegramente su sueldo de docente a favor de los gastos de guerra, y al producirse la ocupación chilena de Lima, continuó el dictado de clases en su domicilio, en vista que los locales de la Facultad habían sido saqueados por los invasores, hasta el punto de no respetar ni los muebles.
En 1890 siguió dictando cursos teóricos y prácticos de clínica obstétrica, de manera alternada, hasta su jubilación, que debió ocurrir poco antes de su fallecimiento en 1915.
Fue miembro fundador de la Sociedad de Medicina de Lima, de la Academia Libre y de la Academia Nacional de Medicina, de la que fue presidente de 1894 a 1895.

## Publicación
- Lección de clínica obstétrica (1907).[2]